# Juan José Mosalini
Juan José Mosalini (José C. Paz, provincia de Buenos Aires; 29 de noviembre de 1943-Taverny, Francia; 27 de mayo de 2022) fue un músico y compositor argentino, ejecutante de bandoneón. Interpretó principalmente música de tango moderno. En 1977 se exilió en Francia debido a la dictadura cívico-militar instaurada en Argentina, radicándose allí desde entonces.

## Biografía

### Antecedentes
Nació en una familia de artesanos apasionados por la música. Su padre era músico de banda del ejército argentino y su abuelo tocaba el bandoneón, instrumento que empezó a aprender a los ocho años, comenzando a tocar en salones a los trece años, integrando una orquesta de tango. Además, con Ernesto Baffa estudió teoría, solfeo y armonía.

### Carrera
En 1961 ganó el primer premio en el concurso Nace una estrella organizado en la televisión argentina por el Canal 13. Con diecisiete años se convirtió en músico profesional.
Vivió en Argentina hasta 1976, tocando con José Basso, Leopoldo Federico, Astor Piazzolla, Osvaldo Pugliese, Susana Rinaldi, Edmundo Rivero y Horacio Salgán. También formó su primer grupo, Quinteto Guardia Nueva, con el bandoneonista Daniel Binelli, de gran impacto en el tango de vanguardia de ese momento. (Quinteto con el cual actuara ─quizás debutara─ aprox. en el año 1970 en el ciclo organizado por la Secretaría de Cultura y Enseñanza del Conservatorio Municipal de Música "Manuel de Falla", titular Gerardo Chiarella // "...codirigió con Binelli e hizo los arreglos, del Quinteto Guardia Nueva, que debutó en 1970 y actuó en la Facultad de Medicina, en el Teatro San Martín (www.todotango.com/creadores/biografia/923/Juan-Jose-Mosalini/.").
En 1977 se exilió en Francia debido a la dictadura cívico-militar instaurada en Argentina, radicándose allí desde entonces.

Me trajo la música y la situación política. Estábamos en plena dictadura militar y nuestra generación fue salvajemente golpeada. Nadie dejó de sufrir, sobre todo la gente que militaba, lo que era mi caso.

Con otros músicos argentinos formó Tiempo Argentino y grabó el álbum Tango rojo, con el pianista Gustavo Beytelmann, el flautista Enzo Giecco y el guitarrista Thomas Gubitsch. Luego formó el cuarteto Canyengues junto con Gustavo Beytelmann y Patrice Caratini, y grabó varios discos, incluyendo un álbum solista.
Mosalini trabajó para difundir el bandoneón en Francia y en 1999 fundó la primera cátedra de bandoneón en Europa, en el conservatorio de Gennevilliers.
Como compositor escribió también música para filmes como Vengeance à double face y Le pouvoir Quatrieme .

## Discografía
- Don Bandoneón  (LP, álbum) (Hexagone 1979)
- La Bordona (LP, álbum) por Juan Jose Mosalini, Gustavo Beytelman, Patrice Caratini (Productions Patrice Caratini 1982)
- Inspiración Del Tango (LP) por Mosalini, Beytelmann, Caratini (Eigelstein Musikproduktion 1983)
- Buenas Noches Che Bandoneón (LP, álbum) (Eigelstein Musikproduktion Teldec 1983)
- World Music Meeting (LP, Album + 7") por Hozan Yamamoto, Charlie Mariano. Juan José Mosalini, Krzesimir Debski, Alfred Harth, Karl Berger, Peter Kowald, Ken Johnson. Ponda O'Bryan, Trilok Gurtu, Barry Altshul (Eigelstein Musikproduktion 1985)
- Imágenes (LP, álbum) por Mosalini, Beytelmann, Caratini (Eigelstein Musikproduktion 1987)
- Violento (CD, álbum) por Mosalini, Beytelmann, Caratini (Harmonia Mundi - Label Bleu 1990)
- Che Bandoneón (CD) Label Bleu 1992)
- Tango La Elegía De Quienes Ya No Están (CD) (Telarc) por Rudolf Werthen, I Fiamminghi, Juan José Mosalini 1999
- Conciertos Para Bandoneón Y Guitarra (CD) por Juan José Mosalini, Leonardo Sanchez, L'Ensemble De Basse-Normandie, Dominique Debart (Label Bleu 1990)
- Clásico Y Moderno (CD, álbum, Spe) por Mosalini og Quatuor Benaïm (Mañana 2005)
- Piazzolla Vol. 2 (Sinfonía Buenos Aires / Mar Del Plata 70 / Cuatro Estaciones Porteñas / Concerto For Bandoneón, String Orchestra And Percussion) (CD) por Astor Piazzolla, Juan José Mosalini, Württembergische Philharmonie Reutlingen, Gabriel Castagna (Chandos 2007)